# Августов маузолеј
Августов маузолеј (итал. Mausoleo di Augusto) је велика гробница коју је саградио први римски цар Октавијан Август на Марсовим пољима у Риму. Маузолеј се налази на Piazza Augusto Imperatore близу реке Тибар.
Маузолеј се налази на подручју које одговара величини пет градских блокова а налази се између базилике San Carlo al Corso и олтара Ara Pacis. Унутрашњост маузолеја није отворена за туристе.

## Опис
Овај маузолеј је један од првих грађевина које је Октавијан Август подигао у Риму после победе над Марком Антонијем у бици код Акција 31. п. н. е.
Маузолеј је замишљен као кружна грађевина а састоји се од неколико концентричних прстенова од земље и цигле и украшен дрвећем чемпреса на врху. Могуће је да је на врху грађевине такође стајала статуа самог Августа, међутим, ова теорија није потврђена.
Кров подупиру засвођени лукови, док су урне чланова Јулијевско-Клаудијевске династије полагане у нишама унутар маузолеја.
Са обе стране улаза у гробницу налазила су се два гранитна обелиска који су касније уклоњена. Маузолеј има 90 метара у пречнику и висину од 42 метара.
У срцу маузолеја налази се просторија у којој су некада стајале три нише у којима су биле похрањене златне урне чланова царске породице.

## Пост-Античка историја
Судећи по традицији, 410. године током Аларихове пљачке Рима маузолеј су опљачкали Визиготи при чему су урне украдене а пепео императора расут, али сама грађевина није оштећена. Међутим, поједини извори сумњају у ову теорију, тврдећи да прича о Визиготима и њиховом пљачкању маузолеја није утемељене у историјским чињеницама.
У средњем веку, маузолеј је коришћен као утврђење, као што је био случај и са другим грађевина из античког периода, попут Хадријановог маузолеја који је касније претворен у Кастел Сант Анђело под управом породице Колона.
У XII веку, маузолеј је био тек рушевина. Тек 1930. године, локалитет је поново отворен и сачуван као археолошка знаменитост. До значајније рестаурације долази под влашћу Бенита Мусолинија који је обновио многе античке споменике Рима, у покушају да повеже свој нови фашистички режим са славном прошлошћу Италије.
Мусолини се сматрао повезаним наслеђем и достигнућима цара Августа, видевши себе као "новог Августа" који ће отпочети еру поновне италијанске доминације.

## Знамените особе сахрањене у маузолеју
Положени у маузолеју пре Августове смрти:
- Марко Клаудије Марцел (који је први сахрањен у маузолеју, 23. п. н. е.)
- Марко Агрипа (лични пријатељ цара Августа и познати римски генерал, коме се, између осталог, приписује подизање Пантеона) ум. 12. п. н. е.
- Нерон Клаудије Друз (син Ливије Друзиле, Августове супруге, брат цара Тиберија и римски генерал) ум. 9. п. н. е.
- Октавија Млађа (Августова сестра, супруга Марка Антонија) ум. 9. или 11. п. н. е.
- Гај и Луције Цезар (Августови усвојени синови и наследници)

После Августове смрти, 14. н. е. у маузолеју су положени:
- Ливија Друзила (Августова супруга) ум. 29. н. е.
- Германик (римски генерал и отац цара Калигуле) ум. 10. н. е.
- Агрипина Старија (ћерка Марка Агрипе и Јулије Старије, мајка цара Калигуле и Агрипине Млађе) ум. 33. н. е.
- Јулија Ливила (ћерка Агрипине Старије, најмлађа сестра Калигуле) ум. 42. н. е.
- Нерон Јулије Цезар Германик (син Германика и Агрипина Старије, усвојени син цара Тиберија) ум. 31. н. е.
- Друз Цезар (син Германика и Агрипине Старије) ум. 33. н. е.
- Император Калигула ум. 41. н. е.
- Император Тиберије ум. 37. н. е.
- Друз Јулије Цезар (син цара Тиберија) ум. 23. н. е.
- Антонија Млађа (ћерка Марка Антонија и Октавија Млађе, мајка цара Клаудија) ум. 37. н. е.
- Император Клаудије ум. 54. н. е.
- Британик (син цара Клаудија) ум. 55. н. е.
- балсамовано тело Попеје Сабине, жене цара Нерона. ум. 65. н. е.
- Јулија Домна (жена цара Септимија Севера, урна касније премештена у Хадријанов Маузолеј) ум. 217. н. е.
- Император Нерва (последњи император чији је прах положен у Августовом маузолеју) ум. 98. н. е.